# Mönch
Il Mönch (4.105 m) è una montagna svizzera delle Alpi bernesi, situata tra il Canton Berna ed il Canton Vallese, vicino all'Eiger e allo Jungfrau, formando una triade particolarmente nota nel mondo dell'alpinismo.

## Toponimo
Il nome tedesco del monte significa monaco.

## Caratteristiche

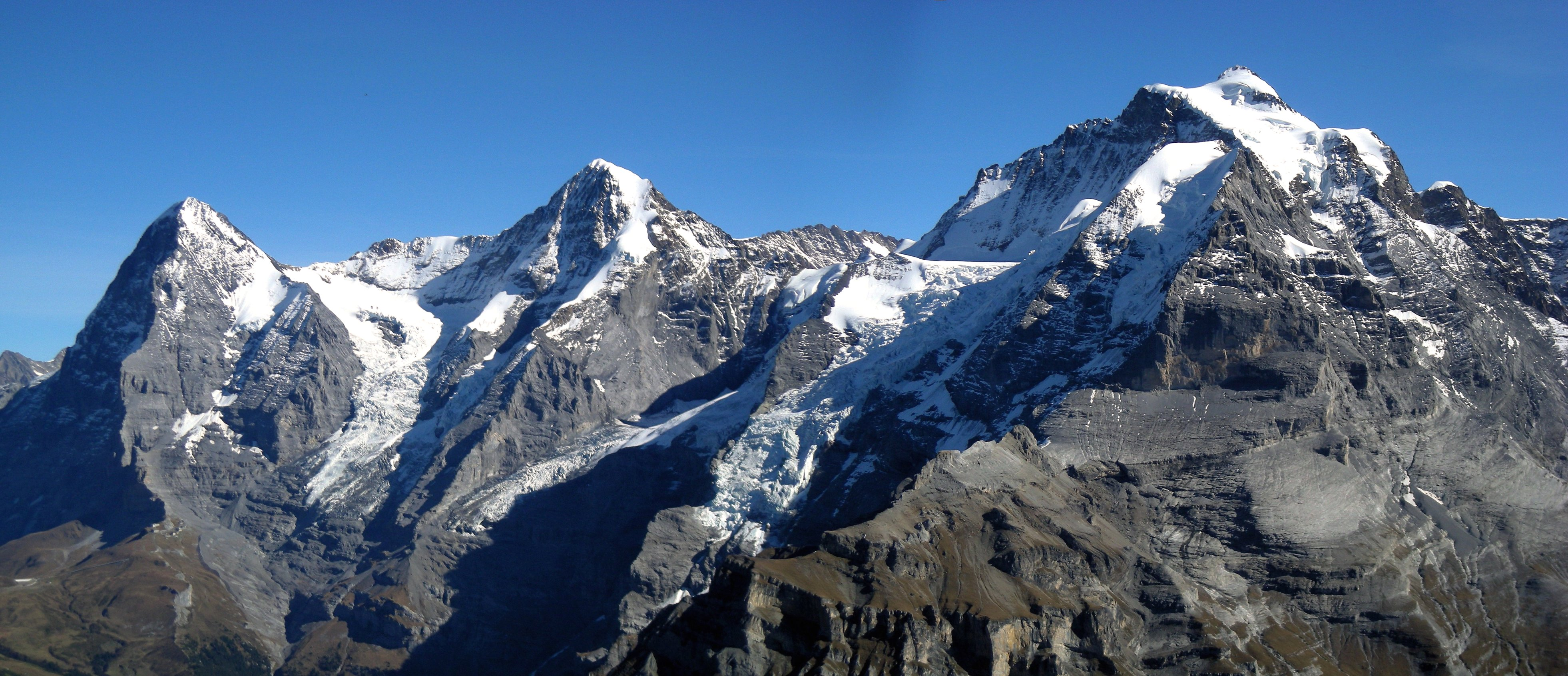
Da sinistra: Eiger, Mönch e Jungfrau

Si trova tra l'Eiger e la Jungfrau e con queste due montagne forma un gruppo montuoso caratteristico e particolarmente visibile detto Trilogia Bernese. L'Eiger si trova a nord rispetto al Mönch mentre la Jungfrau si trova a sud-ovest. Dalla Jungfrau è separato tramite il Jungfraujoch.
Dalla vetta della montagna si dipartono quattro creste principali: una con andamento nord-est va verso l'Eiger, una seconda con andamento est si abbassa al walcherhorn (3.692 m) per poi risalire verso il Gross Fiescherhorn, una terza scende verso sud-est verso il Mönchjoch, dove si trova la Mönchsjochhütte, per poi risalire verso il Trugberg e la quarta scende verso sud-ovest al Jungfraujoch.
Nel versante sud del monte si trova il Jungfraufirn, lingua glaciale che alimenta il Ghiacciaio dell'Aletsch.
Ai piedi del monte si trova il Mönchsjochhütte (3.658 m).

## Salita alla vetta

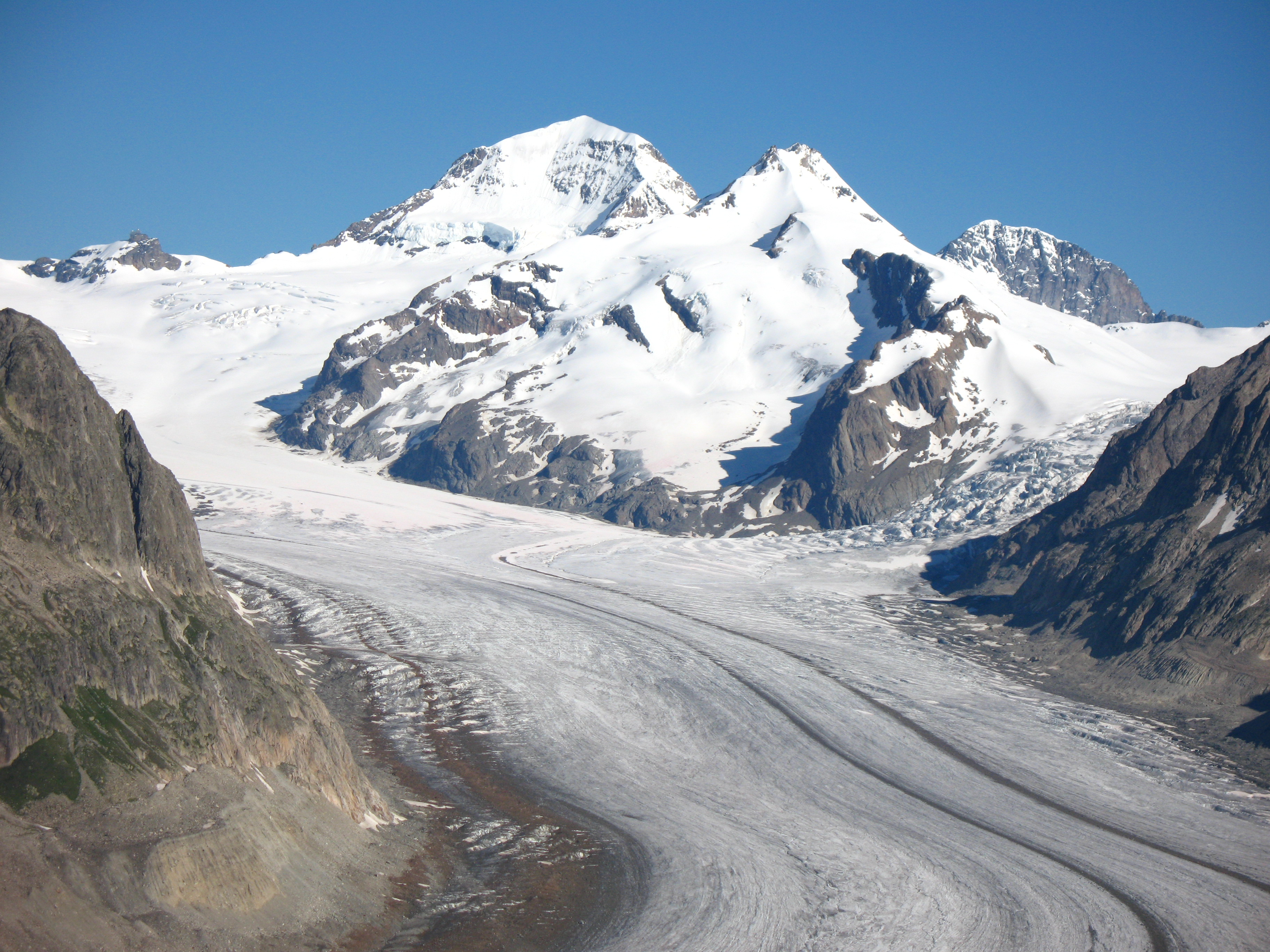
Il Ghiacciaio dell'Aletsch e, sullo sfondo, il Mönch visti dall'Eggishorn

La vetta fu scalata per la prima volta il 15 agosto 1857 da Christian Almer, Christian Kaufmann, Ulrich Kaufmann e Sigismund Porges.
Si può salire sulla vetta partendo dal Jungfraujoch, raggiungibile con la Ferrovia della Jungfrau. Dal Jungfraujoch si sale prima al Mönchjochhütte e poi si risale la cresta sud-est della montagna. La salita è classificata PD